# 9657 Učka
(9657) Učka, denumire internațională (9657) Ucka, este un asteroid din centura principală de asteroizi.

## Descriere
9657 Učka este un asteroid din centura principală de asteroizi. A fost descoperit pe 24 februarie 1996 la Višnjan de Korado Korlević și D. Matković. Asteroidul prezintă o orbită caracterizată de o semiaxă mare de 3,14 ua, o excentricitate de 0,18 și o înclinație de 0,9° în raport cu ecliptica.